# The Morning After (album)
Albums de Tankard
Chemical Invasion
(1987) The Meaning of Life
(1990)
The Morning After est le troisième album studio du groupe de thrash metal allemand Tankard. L'album est sorti en septembre 1988 sous le label Noise Records.
Le sixième titre de l'album, Try Again, est une reprise du groupe Geniale Spermbirds.
C'est le dernier album de Tankard enregistré avec le batteur Oliver "O.W." Werner au sein de la formation. C'est donc également le dernier album enregistré avec la formation d'origine du groupe.

## Musiciens
- Andreas "Gerre" Geremia - chant
- Axel Katzmann - guitare
- Andy Bulgaropulos - guitare
- Frank Thorwarth - basse
- Oliver "O.W." Werner - batterie

## Liste des morceaux
1. Intro - 0:28
2. Commandment - 2:52
3. Shit-Faced - 4:03
4. TV Hero - 6:01
5. F.U.N. - 3:12
6. Try Again - 3:42 (reprise du groupe Geniale Spermbirds)
7. The Morning After - 4:26
8. Desperation - 4:36
9. Feed the Lohocla - 3:59
10. Help Yourself - 5:03
11. Mon Cheri - 0:48
12. Outro - 0:29